# سلطة الأراضي (فلسطين)
سلطة الأراضي الفلسطينية هي سلطة حكومية بدرجة وزارة أنشئت عام 2002 في عهد السلطة الوطنية الفلسطينية لتولي إدارة قطاع الأراضي.

## النشأة
أُنشئت سلطة الأراضي بموجب المرسوم الرئاسي رقم (10) لسنة 2002 بتاريخ 5 سبتمبر 2002 والصادر عن الرئيس الفلسطيني ياسر عرفات.

## الأهداف
تقوم سلطة الأراضي بمهام واسعة تندرج من أهدافها العامة والتي تشمل تسجيل حقوق الملكية، وإجراء عمليات المسح الشامل للأراضي الفلسطينية بما فيها عملية مسح وتسجيل أملاك دولة فلسطين.

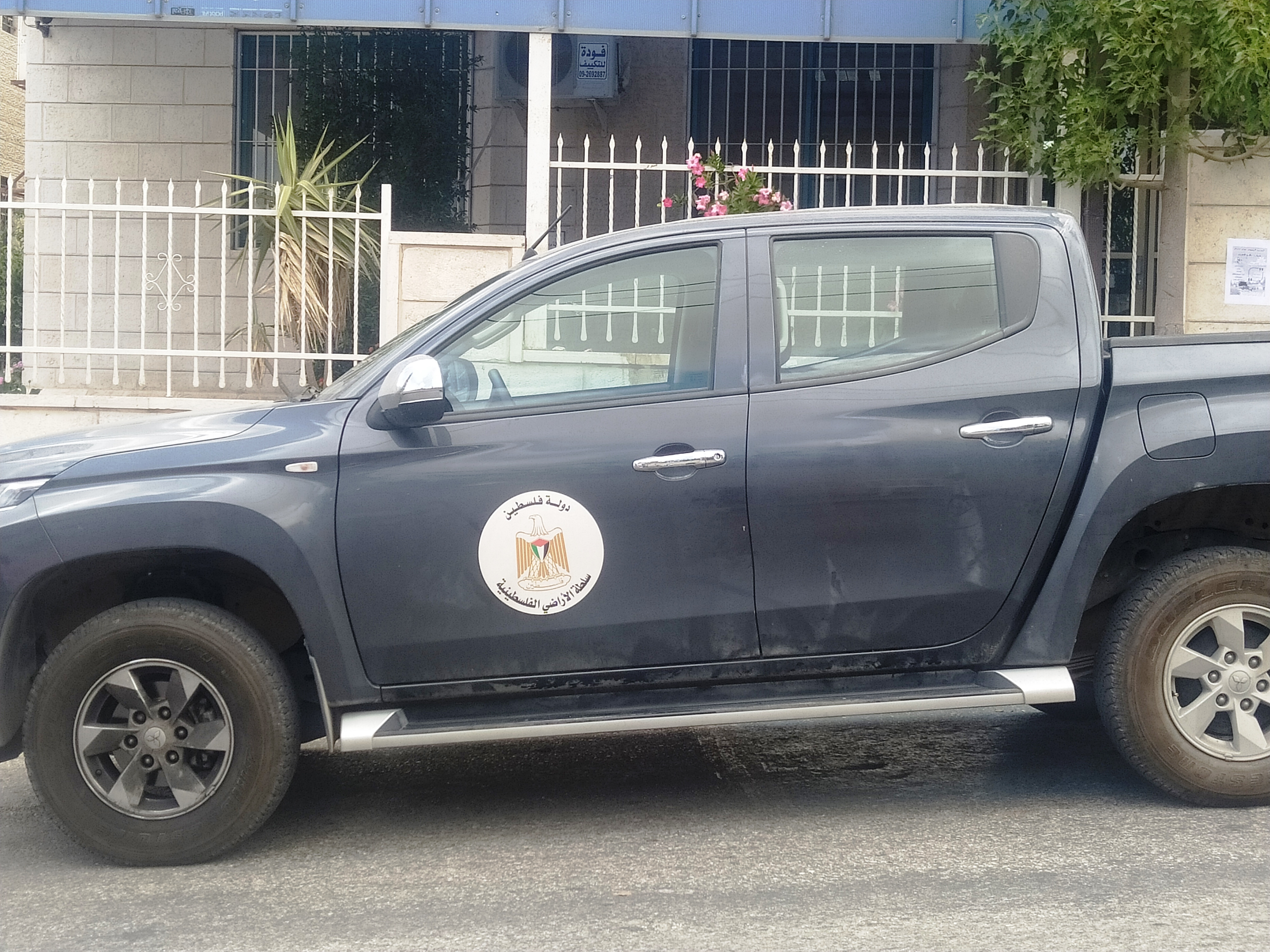
مركبة تابعة لسلطة الأراضي الفلسطينية

## رؤساء سلطة الأراضي المتعاقبون
| الترتيب | الاسم                               | تاريخ البدء    | تاريخ الانتهاء | ملاحظات                                       |
| ------- | ----------------------------------- | -------------- | -------------- | --------------------------------------------- |
| 1       | فريح مصطفى فريح أبو مدين            | 5 يونيو 2002   | 20 نوفمبر 2007 |                                               |
|         | صائب نظيف (Q134310413)              | 9 يوليو 2007   | 2007           | قائم بالأعمال بقرار من رئيس الوزراء سلام فياض |
| 2       | نديم عارف عبد البراهمة (Q134309115) | 20 نوفمبر 2007 | 2016           | بدرجة وزير اعتبارًا من عام 2010.               |
| 3       | صائب نظيف (Q134310413)              | 8 فبراير 2016  | 2018           | بدرجة وزير اعتبارًا من عام 2017.               |
| 4       | موسى شكارنة (Q134309424)            | 1 نوفمبر 2018  | 2019           | منتدب من ديوان الرئاسة وبدرجة وزير.           |
| 4       | موسى شكارنة (Q134309424)            | 22 أغسطس 2019  | 21 يناير 2020  | قائم بالأعمال                                 |
|         | محمد جواد صبحي غانم                 | 21 يناير 2020  | يونيو 2022     | قائم بالأعمال، منتدب من مجلس القضاء الأعلى    |
| 5       | علاء صلاح سعيد بيوض التميمي         | 15 يونيو 2022  | 6 يونيو 2024   | قائم بالأعمال                                 |
| 5       | علاء صلاح سعيد بيوض التميمي         | 6 يونيو 2024   | لا يزال        | بدرجة وزير                                    |

## وصلات خارجية
- الموقع الرسمي لسلطة الأراضي الفلسطينية